# Orange-press

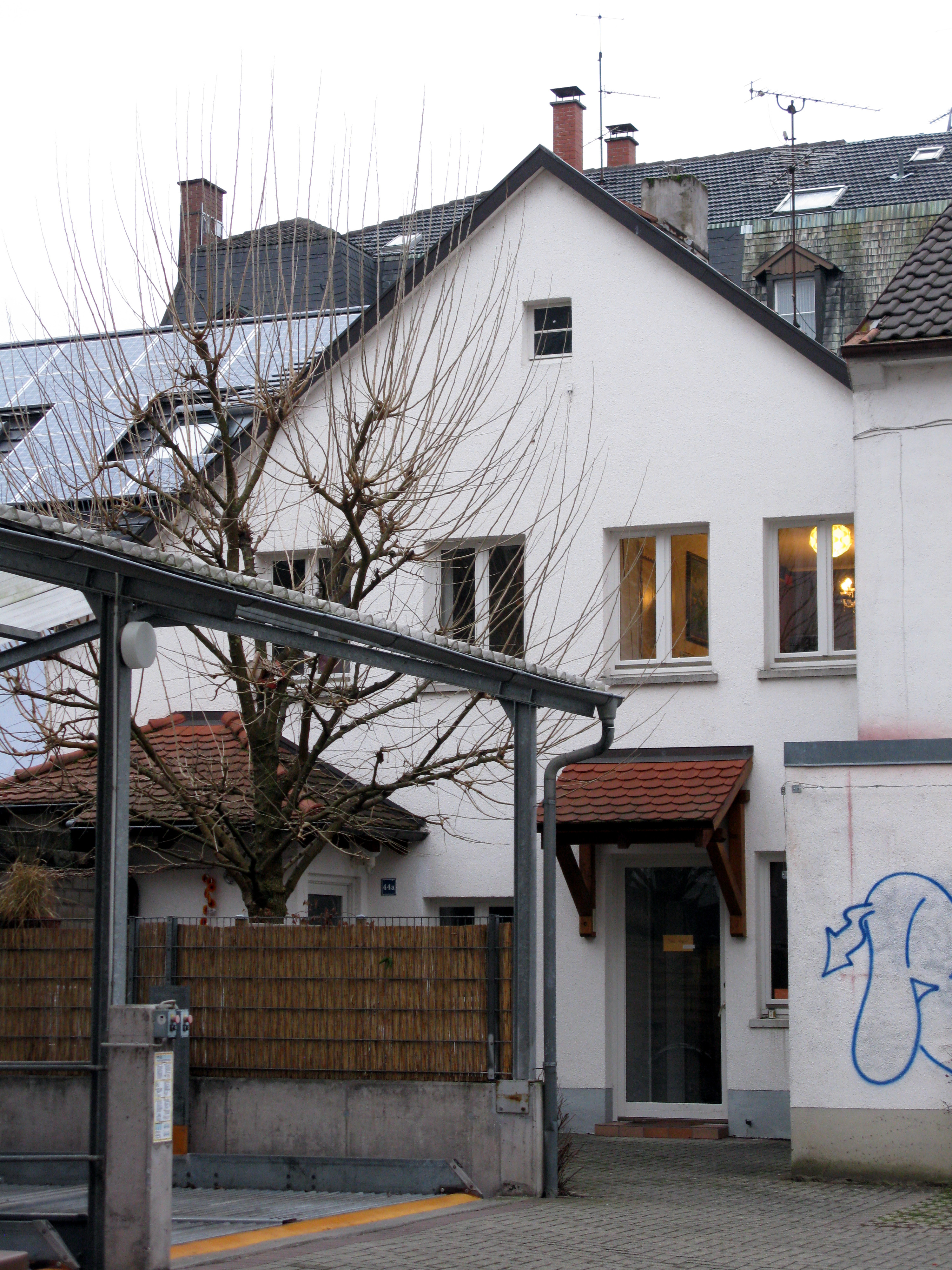
Ursprünglicher Sitz des Verlags in Freiburg (2013)

orange-press ist ein in Freiburg im Breisgau gegründeter, unabhängiger Sachbuch-Verlag mit Sitz in Berlin.

## Geschichte
2001 gründete der freie Übersetzer und Lektor Martin Baltes den Independent-Verlag und ist bis heute sein Geschäftsführer. Mit We Feed The World gelang orange-press 2006 der erste Bestseller. 2007 übernahm die Grafikdesignerin Undine Löhfelm die Verlagsleitung. Ein Jahr später folgte mit dem Buch Let’s make Money zum gleichnamigen Dokumentarfilm von Erwin Wagenhofer der zweite überdurchschnittliche Verkaufserfolg.

## Programm
Das Verlagsprogramm besteht aus Sachbüchern, vorwiegend zu Musik, Popkultur und Medientheorie. Seit dem Erfolg von We Feed The World gehören auch Bücher zu Dokumentarfilmen zum Profil, ebenso wie soziale und ökologische Schwerpunkte. Aushängeschild ist jedoch die von Klaus Theweleit herausgegebene Sachbuch-Reihe absolute, die sich nach Verlagsangaben den Schlüsseldiskursen des 20. und 21. Jahrhundert sowie deren Denkern widmen soll.
Die Titel der Reihe nähern sich multitextual ihrer jeweiligen Thematik. Dadurch soll der Leser früh in direkten Kontakt mit dem jeweiligen Sujet kommen. Eröffnet werden die Bände mit einem Interview oder Briefwechsel, dem Auszüge aus den wichtigsten Werken folgen. Die Primärtexte werden mit Biografischem, Abbildungen und großflächigen Zitatseiten verflochten. Anfangs wurden die 224-seitigen Bände als Schweizer Broschur gebunden, später in konventioneller Fadenheftung.

## Autoren
Zu den Autoren des Verlags gehören Edward Bernays, W.E.B. Du Bois, Caspar Dohmen, Nelson George, Michael Glawogger, Wam Kat, Kalle Lasn, Andri Snær Magnason, Árpád Pusztai, Richard Reynolds, Sara Gmuer und Erwin Wagenhofer.

## Sonstiges
2009 war der Verlag Mitinitiator der Hotlist, dem jährlich vergebenen Buchpreis der unabhängigen Verlage.